# Bronchite acuta
La bronchite acuta è un'infiammazione delle vie aeree di grandi dimensioni dei polmoni. Si tratta di una presentazione clinica comune nei reparti di pronto soccorso, nei centri di cure urgenti e negli ambulatori medici di base. Circa il 5% degli adulti sperimenta un episodio di bronchite acuta ogni anno, e si stima che circa il 90% di loro cerchi assistenza medica per lo stesso motivo. Negli Stati Uniti, la bronchite acuta è tra le dieci patologie più comuni tra i pazienti ambulatoriali.

## Clinica

### Eziologia
La bronchite acuta è causata da un'infezione delle vie aeree di grandi dimensioni, spesso dovuta ai virus ed è solitamente autolimitante, mentre l'infezione batterica è rara. Circa il 95% dei casi di bronchite acuta negli adulti sani è di origine virale. Talvolta può essere causata da allergeni, irritanti e batteri. Gli irritanti includono l'inalazione di fumo, l'inalazione di aria inquinata, la polvere o pollini.

### Epidemiologia
La bronchite acuta è una delle presentazioni più comuni in qualsiasi ambiente sanitario e si stima che ogni anno il 5% della popolazione generale riporti un episodio di bronchite acuta, con oltre 10 milioni di visite ambulatoriali annuali. Come molte delle malattie virali delle vie respiratorie, la bronchite acuta è comunemente riscontrata durante la stagione dell'influenza. Negli Stati Uniti, la stagione dell'influenza è comune durante l'autunno e l'inverno e la bronchite acuta può insorgere a seguito di qualsiasi infezione virale delle vie respiratorie superiori. I patogeni comuni includono il virus respiratorio sinciziale, il virus dell'influenza A e B, il parainfluenza, il rinovirus e altri virus simili. Fattori come il fumo di sigaretta, la vita in luoghi inquinati o un asma preesistente, sono tutti fattori di rischio per la bronchite acuta. In alcune persone, la bronchite acuta può essere scatenata da particolari allergeni come pollini, profumi e vapori. Quando l'infezione è di origine batterica, i patogeni isolati sono solitamente gli stessi responsabili della polmonite acquisita in comunità, ad esempio Streptococcus pneumoniae e Staphylococcus aureus.

### Fisiopatologia
La bronchite acuta è il risultato di un'infiammazione acuta delle bronchi, dovuta a vari fattori scatenanti, più comunemente infezioni virali, allergeni, agenti inquinanti, ecc. L'infiammazione della parete bronchiale porta a ispessimento della mucosa, desquamazione delle cellule epiteliali e denudazione della membrana basale. A volte, un'infezione virale delle vie respiratorie superiori può progredire verso un'infezione delle vie respiratorie inferiori, dando luogo alla bronchite acuta.

### Segni e sintomi
I pazienti affetti da bronchite acuta presentano una tosse produttiva, malessere, dispnea e sibili respiratori. Solitamente, la tosse è il sintomo predominante e l'espettorato è trasparente o di colore giallastro, anche se talvolta può essere purulento. Il catarro purulento non è correlato all'infezione batterica o all'uso di antibiotici. La tosse dopo la bronchite acuta solitamente persiste per 10-20 giorni, ma occasionalmente può durare 4 settimane o più. La durata mediana della tosse dopo la bronchite acuta è di 18 giorni. Parossismi di tosse accompagnati da un respiro ansimante o da vomito post-tussigeno dovrebbero far sorgere il sospetto di pertosse. Un prodromo di sintomi di infezione delle vie respiratorie superiori come rinorrea, faringite, febbre e malessere sono comuni. Febbre di grado più elevato in presenza di bronchite acuta sono rare e richiedono un ulteriore approfondimento diagnostico.
All'esame fisico, l'auscultazione dei polmoni può rivelare sibilanze; si dovrebbe sospettare una polmonite quando si apprezzano rantoli, ronchi o egofonia. La tachicardia può essere presente in riflessione alla febbre e alla disidratazione secondaria all'infezione virale. Il resto dei sistemi è generalmente entro i limiti della norma.

### Diagnosi
La diagnosi di bronchite acuta è clinica e si basa sull'anamnesi, sulla storia medica pregressa, sull'esame dei polmoni e su altre evidenze fisiche. La saturazione di ossigeno svolge un ruolo importante nella valutazione della gravità della malattia, insieme alla frequenza cardiaca, alla temperatura e alla frequenza respiratoria. Se i segni vitali sono normali e non vi sono segni clinici suggerenti di polmonite, non è necessario effettuare ulteriori indagini. Un'eccezione a questa regola riguarda i pazienti anziani di età superiore ai 75 anni. Inoltre, è necessario effettuare ulteriori indagini quando si sospetta una polmonite, quando la diagnosi clinica è incerta o nei casi di forte sospetto di influenza o pertosse.
Le immagini radiografiche del torace non sono specifiche e solitamente risultano normali. Talvolta, la radiografia del torace mostra un aumento delle marcature interstiziali, coerente con l'ispessimento delle pareti bronchiali. Una radiografia del torace permette di differenziare la polmonite dalla bronchite acuta quando si rilevano infiltrati. Le linee guida basate sull'evidenza dell'American College of Chest Physicians raccomandano di effettuare una radiografia del torace solo quando la frequenza cardiaca supera i 100/min, la frequenza respiratoria supera i 24 respiri/min, la temperatura corporea orale supera i 38 gradi C e si riscontrano all'esame del torace segni come egofonia o fremito.
Un emocromo completo e un dosaggio dei marcatori di infiammazione acuta possono essere prescritti come parte delle indagini per la febbre. Il conteggio dei globuli bianchi può essere lievemente elevato in alcuni casi di bronchite acuta e le analisi dell'emocromo possono riflettere cambiamenti legati alla disidratazione.
L'uso di routine di test microbiologici rapidi non è economicamente conveniente e non cambierebbe la gestione, tranne che durante la stagione dell'influenza e nei casi di forte sospetto di pertosse o di altre infezioni batteriche. La colorazione di Gram e le colture batteriche del catarro sono specificamente sconsigliate, poiché i batteri sono raramente l'agente causale.
La spirometria, quando viene eseguita, mostra una iperreattività bronchiale transitoria nel 40% dei pazienti con bronchite acuta. La reversibilità del FEV1 > 15% è riportata nel 17% dei pazienti. L'ostruzione del flusso d'aria e l'iperreattività bronchiale di solito si risolvono entro 6 settimane.

### Trattamento
La bronchite acuta è autolimitante e il trattamento è generalmente sintomatico e di supporto. Per alleviare la tosse, dovrebbero essere proposte terapie non farmacologiche e farmacologiche. La terapia non farmacologica include la somministrazione di tè caldo, miele, zenzero e pastiglie per la gola. Nessuno studio clinico ha valutato l'efficacia di queste terapie. Agenti antitussivi come il destrometorfano e la codeina vengono frequentemente utilizzati nella pratica clinica per sopprimere la tosse sulla base della loro efficacia nella bronchite cronica e degli studi sulla tosse raffreddore comune. Non esistono studi randomizzati per valutarne l'efficacia nella bronchite acuta. La codeina dovrebbe essere evitata a causa del suo potenziale per l'abuso. I dati sull'uso di agenti mucolitici sono contrastanti.
I beta agonisti sono comunemente utilizzati nei pazienti con bronchite acuta con sibili. Piccoli studi randomizzati controllati sugli beta-agonisti per la tosse nella bronchite acuta hanno ottenuto risultati misti. Una revisione Cochrane di cinque studi non ha dimostrato alcun beneficio significativo degli beta agonisti sulla tosse quotidiana, tranne un piccolo beneficio in un sottogruppo di pazienti con sibili e ostruzione delle vie respiratorie alla base. Una revisione Cochrane più recente ha dimostrato risultati simili.
Gli agenti analgesici e antipiretici possono essere utilizzati per trattare il malessere associato, la mialgia e la febbre. Il prednisone o altri steroidi possono essere somministrati per aiutare con l'infiammazione. Anche se non vi sono prove sufficienti del loro beneficio, sono utili nei pazienti con broncopneumopatia cronica ostruttiva o asma sottostante. Tipicamente, la terapia tramite corticosteroide viene utilizzato a breve termine. A volte potrebbe essere giustificata una dose più lunga di corticosteroidi, soprattutto nei pazienti con asma o broncopneumopatia cronica ostruttivasottostante.
Le linee guida dell'American College of Chest Physicians raccomandano di non utilizzare gli antibiotici nella semplice bronchite acuta in adulti altrimenti sani. Una revisione Cochrane di nove studi randomizzati controllati su agenti antibiotici ha dimostrato una lieve riduzione della durata totale della tosse (0,6 giorni). La diminuzione del numero di giorni di malattia non è stata significativa in base a questa revisione. Pertanto, l'uso di antibiotici dovrebbe essere evitato nei casi semplici, considerando il costo degli antibiotici, il crescente problema globale della resistenza agli antibiotici e i possibili effetti collaterali dell'uso di antibiotici. Molte altre società mediche internazionali raccomandano di non utilizzare antibiotici nella bronchite acuta di origine virale. Nonostante queste raccomandazioni, una grande proporzione di pazienti con bronchite acuta viene prescritta con antibiotici. Non esistono dati che giustifichino la prospettiva di una tosse meno grave o meno prolungata con la terapia antibiotica. La terapia antimicrobica è raccomandata quando viene identificato un patogeno trattabile come l'influenza o la pertosse. Nei pazienti con infezione da influenza, l'oseltamivir o il zanamivir dovrebbero essere avviati tempestivamente. I macrolidi sono il trattamento di scelta per la pertosse, insieme a 5 giorni di isolamento. È interessante notare che la tosse convulsa è presente solo in una minoranza dei pazienti con pertosse.
Il dosaggio della procalcitonina potrebbe essere utile nella decisione sull'uso di antibiotici quando la diagnosi di bronchite acuta è incerta. Una meta-analisi ha dimostrato che la terapia antibiotica guidata dalla procalcitonina riduce l'esposizione agli antibiotici e migliora la sopravvivenza.
Le modifiche dello stile di vita come la cessazione del fumo e l'evitare allergeni e agenti inquinanti svolgono un ruolo importante nella prevenzione delle ricadute e delle complicanze. Il vaccino antinfluenzale e quello antipneumococcico sono particolarmente raccomandati in gruppi speciali, tra cui adulti di età superiore ai 65 anni, bambini di età inferiore ai due anni (oltre i sei mesi), donne in gravidanza e residenti in case di cura e strutture di lungodegenza. Le persone con asma, BPCO e altri adulti immunocompromessi sono anche a rischio maggiore di sviluppare complicanze. La ricorrenza è osservata in fino a un terzo dei casi di bronchite acuta.
In sintesi, mancano dati sull'uso di beta-agonisti, steroidi e agenti mucolitici, specialmente nei pazienti senza BPCO e asma sottostante. Il trattamento dovrebbe essere guidato dalla risposta individuale e dal beneficio riportato, nonché dal bilancio rischi-benefici in ciascun caso.

### Prognosi
La bronchite acuta è autolimitante e nella maggior parte dei casi si risolve con il trattamento sintomatico. È possibile sviluppare una polmonite secondaria. In letteratura sono stati riportati casi rari di sindrome da distress respiratorio acuto e insufficienza respiratoria.